# Refuge Saint-Maximin
Pour les articles homonymes, voir Saint-Maximin.
Le refuge Saint-Maximin ou hôtel Saint-Maximin est une ancienne abbaye bénédictine de Luxembourg. Jusqu'en février 2017, il fut le siège du ministère des Affaires étrangères et européennes du Luxembourg. Depuis juin 2019, le bâtiment abrite la présidence du gouvernement et le siège du ministère d'État.

## Histoire
Sigefroid de Luxembourg, fondateur de l'État et de la ville, acquiert en 963 les ruines d'un vieux castel romain appelé Castellum Lucilinburhuc, qui appartient alors aux moines de l'abbaye Saint-Maximin de Trèves.
En 1751, à l'initiative de l'abbé Wilibrord Scheffer, on construit un bâtiment baroque de trois étages dont l'entrée principale donne sur la rue Notre-Dame avec l'inscription Refugium Abbatiae S. Maximini.
Aux ailes est et ouest se trouvent deux armoiries, les armoiries de l'abbé Maximinus von Gülich, venant du bâtiment précédent fait en 1663.
Le chroniqueur luxembourgeois Friedrich Wilhelm Engelhardt indique la présence permanente de deux moines et qu'il est la résidence des Habsbourg, les propriétaires, lorsque ses membres viennent dans la ville.
Le refuge Saint-Maximin connaît la sécularisation en 1802. Il est une propriété privée. En 1839, la Confédération germanique l'achète pour en faire la résidence du gouverneur des forteresses. Quand le Luxembourg prend son indépendance en 1867, le refuge Saint-Maximin devient le siège du gouvernement.
Aujourd'hui l'entrée principale est de l'autre côté, vers la place de Clairefontaine.

## Source de la traduction
- (de) Cet article est partiellement ou en totalité issu de l’article de Wikipédia en allemand intitulé « Refugium St. Maximin » (voir la liste des auteurs).